# Yorima angelica
Yorima angelica is een spinnensoort uit de familie van de waterspinnen (Cybaeidae).
De wetenschappelijke naam van de soort werd in 1956 gepubliceerd door Vincent Daniel Roth.